# Чаепитие

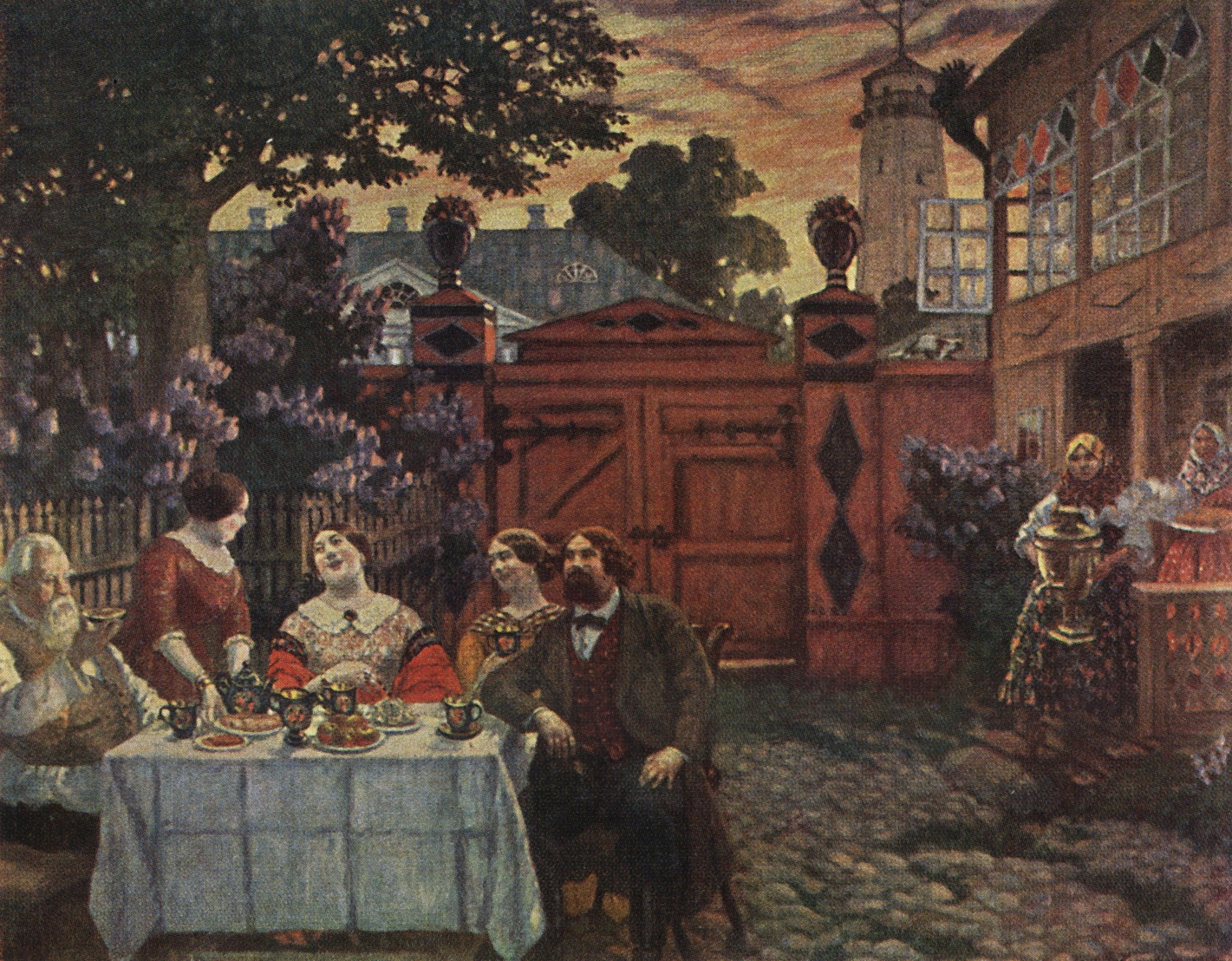
Б. М. Кустодиев. Чаепитие. 1913 год

Чаепитие — мероприятие по употреблению чая.

## Великобритания
Чаепитие играет важную роль в английской культуре.
К концу 1880-х годов цена на чай значительно снизилась, в результате чай в Англии окончательно превратился в продукт повседневного потребления.
Одновременно шло формирование чайных традиций, которые англичане связывают с королевой Викторией. Большая любительница чая, королева превратила его частое употребление в придворную традицию. Она же создала «Tea Moralities» — английские правила чайного этикета, которые послужили базой для современной европейской традиции употребления чая.

### Одиннадцатичасовой чай
Одиннадцатичасовой чай (англ. elevenses) — закуска, похожая на послеобеденный чай. Как правило, значительно менее калорийная, чем поздний чай, и может состоять из нескольких тартинок или печенья с чашкой кофе или чая.

### Послеобеденный чай
Одна из известных сложившихся в XIX веке британских традиций — пятичасовое чаепитие («five o’clock tea», «файв-о-клок»), — полдник с чаем и лёгкими закусками.
Обычай послеобеденного чая возник в Англии в конце XVII века среди женщин высшего класса; широко он распространился примерно спустя столетие или чуть больше.
Файв-о-клок появился в 1840 году — Анна Рассел, герцогиня Бедфорд, придворная дама королевы, ввела моду устраивать дополнительное дневное чаепитие между ланчем и традиционно поздним в Британии обедом. Анне Бедфорд пришла идея попросить дворецкого приносить к ней чай, хлеб и масло в 5 часов, по причине того, что она испытывала чувство голода задолго до ужина. Вскоре она стала приглашать своих друзей посещать её гостиную, сделав из этого небольшое новое общественно значимое событие. Когда же чай стал более доступным по денежному выражению напитком, и ввиду того, что укрепляющийся средний класс пытался подражать привычкам богатых людей, в конце концов, окончательно стало ясно, что чаепитие является хорошим способом собрать и развлечь нескольких друзей, без необходимости тратить слишком много денег, и дневное чаепитие быстро стало английской традицией.
В то время различные классы в Англии имели расхождения в традициях потребления еды: высшие классы обычно съедали обед около полудня и ужин (если не избегали его в пользу более позднего ужина) в 20:00 или позже, в то время как низшие классы обедали около 11:00, а затем около 19:00 съедали лёгкий ужин. Для обеих групп послеобеденный чай служил средством заполнить пробел между едой. Обычай распространился по всей Британской империи и за её пределами в последующие десятилетия. Тем не менее, изменения в социальных обычаях и часах работы привели к тому, что большинство британцев XXI века редко имеют возможность пить послеобеденный чай.
В настоящее время формально послеобеденный чай, как правило, потребляется в качестве закуски в отелях или чайных магазинах. В повседневной жизни многие британцы принимают гораздо более простую закуску, состоящую из чая (и иногда печенья), в качестве одного из многих коротких перерывов на чай в течение дня.
Послеобеденный чай обычно употребляют между 14:00 и 17:00.
В отличие от позднего чая, с которым употребляют мясные блюда, послеобеденный чай в основном сопровождается сладостями и фруктами.
Традиционно рассыпной чай заваривают в чайнике и подают с молоком и сахаром. Смесь сахара и кофеина имела место как средство укрепления от дневной усталости для работающих бедняков в XIX и начале XX века в Англии, которые потребляли значительно меньшее количество калорий и при этом имели намного больше физических нагрузок, чем большинство западных рабочих современности. У рабочих чай иногда сопровождался небольшим бутербродом или печёным хлебом (например, сконом). У людей, находящихся в более привилегированном положении, послеобеденный чай сопровождался бутербродами и сэндвичами с более питательными ингредиентами (обычно огурец, яйцо и кресс-салат, рыбная паста, ветчина и копчёный лосось), сконами (с топлёными сливками и клубничным джемом — так называемый корнский чай) и, как правило, тортами и пирожными (например, тортом Баттенберг, фруктовым тортом или бисквитом Виктории).
Наиболее известное отображение «файв-о-клок» в литературе — «безумное чаепитие» в книге Льюиса Кэрролла «Алиса в Стране чудес»: у Сумасшедшего Болванщика, Мартовского Зайца и мыши Сони время остановилось на 5 часах, и теперь вся эта троица должна вечно пить чай.

### Поздний чай
Поздний чай (известен как «высокий чай» (англ. high tea) и как «мясной чай» (англ. meat tea) является ранним ужином, который, как правило, происходит с 17:00 до 19:00. В настоящее время в значительной степени сопровождается лёгкой едой поздно вечером.
Поздний чай обычно состоит из горячего блюда, такого как рыба или жареный картофель, пастуший пирог, макароны с сыром, затем подают пирожные, хлеб, сливочное масло, джем. Иногда подают холодное мясо, ветчину. Традиционно поздний чай был распространён среди детей среднего и высшего класса (чьи родители имели более поздний официальный обед) или рабочих, шахтёров и так далее после работы. Этот термин впервые использован около 1825 года для отличия его от послеобеденного чая. Послеобеденный чай подавали в саду, где было возможно, или, как правило, — в дневной комнате, библиотеке, гостиной, салоне, где низкие столики (например, журнальный) размещены около дивана или кресла. В настоящее время обязательной традицией не является.

## США
В Соединённых Штатах Америки чаще всего используется термин «высокий чай», но применительно к послеобеденному чаю; традиция его подачи существует в ряде элитных отелей и чайных. Термин «чайная вечеринка» (англ. tea party) используется для торжественных званых мероприятий, особенно популярных в начале XX века, на которых подавались бутерброды, тонкие пирожные и чай в фарфоровых чашках, а посетители должны были иметь строгую деловую одежду.

## Австралия и Новая Зеландия
Многие австралийцы и новозеландцы называют приём пищи ранним вечером «чаем», другие же этим словом называют обед. Название приёма пищи «чаем» отражает обычаи северной Англии, Уэльса и Шотландии, где этим словом может называться любая вечерняя еда. В течение рабочего дня «чай» или «перерыв на чай» (англ. tea break) может означать как утренний и дневной чай, так и просто дневной перерыв на обед. Подаётся он обычно в специальных чайных комнатах. Разговорное название чая — перекур, которое принято в первую очередь в среде торговцев и строителей.

## Гонконг
Гонконгский чай несколько отличается от принятого в других англоязычных странах: чай подаётся с лимоном или молоком, зачастую вместо чая подаётся кофе с молоком. Закуской служат бутерброды, тосты или даже более сложные блюда: мнихи (французские тосты), жареная курица, лапша.

## Германия
В Германии еда второй половины дня известна как «кофе», «послеобеденный кофе» или «кофе с пирожными». К данному приёму пищи подаются обычно только сладкие продукты, чаще всего сливочные и кремовые торты (как шварцвальдский торт), также могут быть и другие торты, фруктовые пироги и пирожные. В связи с продолжительностью современного рабочего дня чаще всего этот приём пищи бывает в конце второй половины дня и только по воскресеньям.
Традиционно место чая занимал кофе, как правило, со сливками, сгущённым молоком или сахаром, хотя популярность чая в последнее время растёт; кроме того, в Германии есть области, в которых чайная культура имеет глубокие исторические традиции, например, в бранденбургско-прусском курфюршестве она была развита начиная с конца XVII — нач. XVIII века. В XIX и начале XX века чай был достаточно популярен в среде высших классов, буржуазии и интеллигенции, часто устраивались «чайные вечеринки», само мероприятие часто называлось по-английски.

## Франция, Бельгия, Швейцария
Во франкоговорящей Европе чай называют le goûter или le quatre heures; обычно под ним понимают лёгкий приём пищи в 16:00 у детей, вернувшихся из школы. Существует множество его вариантов, но в целом эта закуска может содержать багет или булочку с маслом и джемом, шоколадный крем или шоколадное печенье и сопровождается горячим шоколадом или апельсиновым соком, но не чаем или кофе (кофе с молоком или чай с молоком подаются на завтрак, чай и кофе рассматриваются как слишком сильные напитки для детей в конце дневного времени). Goûter для взрослых может состоять из фруктовых сиропов с водой или минеральной водой, лёгких бисквитов (печенья) или выпечки. Обычай в настоящее время становится очень модным во Франции.
Goûter для детей отличается от чаепития во Франции, или «thé» на французском языке, который представляет собой небольшую званую вечеринку во второй половине дня для взрослых гостей, как правило, между 17:00 и 19:00. Он состоит из чая, соков, лимонада или сиропов, пирожных, птифуров и печенья или пирожных. Коктейль выдается только после 19 часов, и включает в себя алкоголь, которого на самом «thé» не бывает.

## Россия

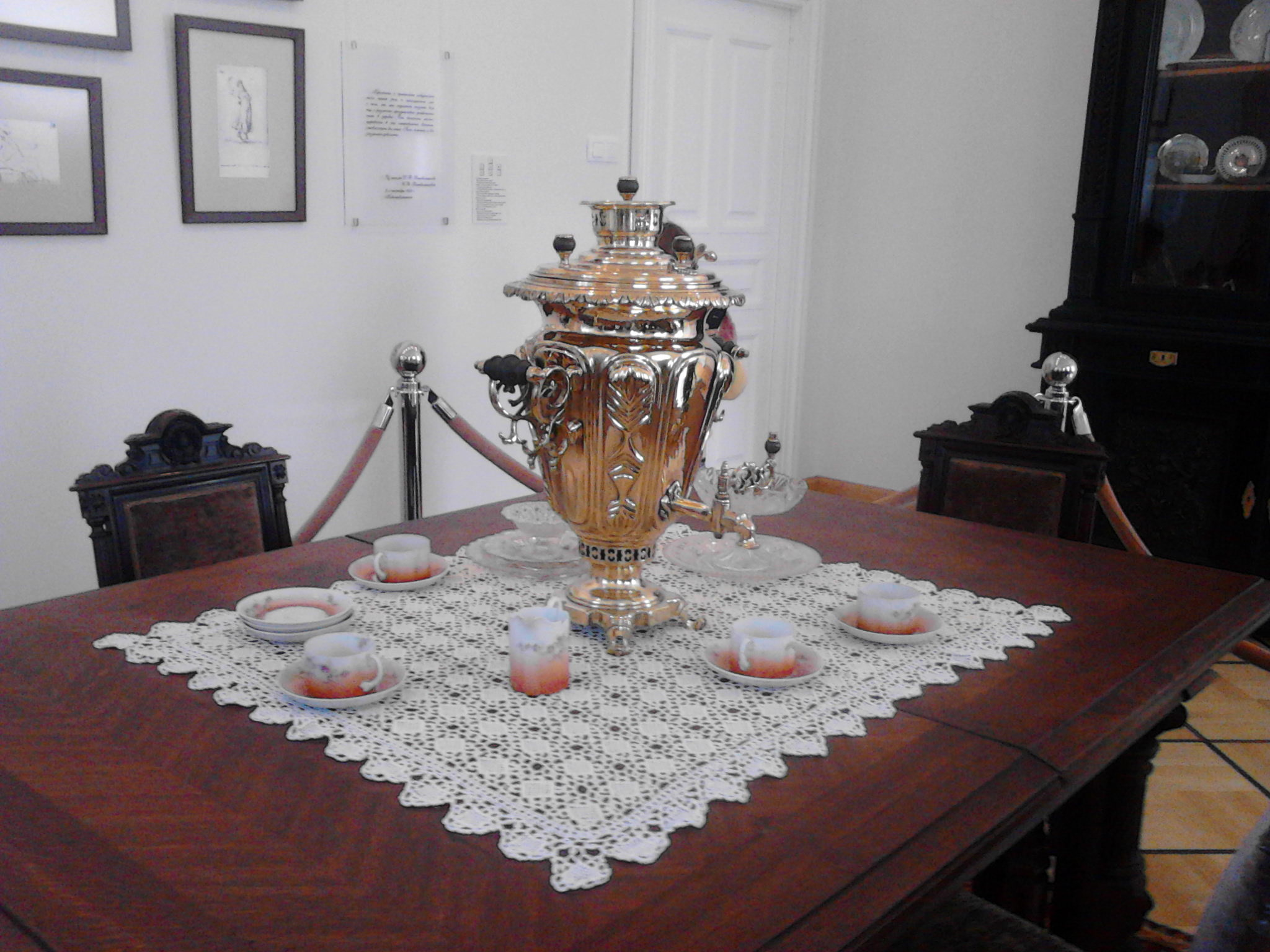
Самовар и чашки

Считается, что в России предпочитают некрепкий чёрный чай — советская норма закладки чая для предприятий общественного питания составляла 4 г на литр. В России чай пьют обычно после трапезы, а иногда — отдельно от неё, к чаю подают выпечку или кондитерские изделия — таким образом, чай заменяет десерт. В зависимости от индивидуальных вкусов к чаю может добавляться сахар, лимон или лимонный сок (выдавленный из разрезанного лимона непосредственно в чашку), мёд, варенье. Варенье обычно едят с чаем вприкуску либо намазывают на хлеб, реже — кладут непосредственно в чай. Мёд также может намазываться на белый хлеб или использоваться как добавка в чай, заменяющая сахар. Иногда чай пьют с молоком или сливками. Также в чай может добавляться бальзам, коньяк или ром. Традиционно в России воду для чая кипятили в самоваре (на илл.), способном долго сохранять воду горячей, а также подогревать заварочный чайник для лучшей экстракции чая.